# Confédération Ornithologique Mondiale
Die Confédération Ornithologique Mondiale (C.O.M.) ist eine nichtstaatliche Dachorganisation für nationale Vogelverbände und der weltweit größte Dachverband von organisierten Vogelzüchtern. Hauptsitz ist Den Haag, der Verwaltungssitz befindet sich am Wohnsitz des jeweils amtierenden Generalpräsidenten.

## Geschichte des Verbandes
Auf einem Kongress am 18. März 1956 in Paris beschlossen Vertreter der beiden internationalen Züchterorganisationen Association Ornithologique Internationale (A.O.I., gegr. 1950 in Brüssel, Belgien) und die Confédération Internationale du Canari (C.I.C., gegr. 1952 in Tilburg, Niederlande) zu fusionieren und eine Konföderation zu bilden.
Auf dem gemeinsamen Kongress am 10. November 1956 in Mailand (Italien) wurde dieser Beschluss mit der Gründung der Confédération Ornithologique Mondiale (C.O.M.) umgesetzt. Gründungsmitglieder waren Züchterverbände der Länder Argentinien, Belgien, Brasilien, Deutschland, Frankreich, Großbritannien, Italien, Indien, Kanada, Kuba, Niederlande, Portugal, Schweiz, Spanien, Uruguay und die Vereinigten Staaten von Amerika.

## Verbandszweck und Statuten
Der Verbandszweck der COM ist die Förderung von Artenzucht und deren Entwicklung, die Verbreitung der Vogelkunde auf der ganzen Welt um den Vogelschutz und die „Liebe zum Vogel“ zu fördern, sowie im weitesten Sinne die Verteidigung und Förderung der kulturhistorischen ornithologischen Bedeutung in jedem Land der Welt.
Sie fördert ornithologische Veranstaltungen, entwickelt und baut enge Zusammenarbeit und gegenseitige Unterstützung zwischen den Mitgliedsverbänden aus und hilft vor allem zwischen Züchtern und Vogelliebhabern Kulturbarrieren abzubauen und Wissen zu transferieren.
Der COM unterstützt ein internationales Preisrichterkollegium durch Weiterbildung in ornithologischen Themen, analysiert und verbessert Veröffentlichungen bestehender oder künftiger Standards und Artbeschreibungen für alle Vögel, um so einen einzigen internationalen Standard oder Artbeschreibung für die Vogelarten zu schaffen.
Ebenfalls veranstaltet die Confédération Ornithologique Mondiale alljährlich internationale Ausstellungen und Wettbewerbe, einschließlich Weltmeisterschaften und hilft beim Austausch von ornithologischen Zeitschriften und Fachpublikationen.

## Mitglieder der C.O.M.
Die Besonderheit der C.O.M. ist, dass diese jeweils nur einen Vertreter eines „Staates“ aufnimmt, keine einzelnen ornithologischen Verbände dieser Nationalitäten. Die interessierten Länder bilden deshalb nationale Ableger der C.O.M., die die einzelnen Verbände vertreten. In Deutschland sind deshalb der „Deutsche Kanarien- und Vogelzüchter-Bund (DKB)“ und die „Vereinigung für Artenschutz, Vogelhaltung und Vogelzucht (AZ)“ von der eigens dafür gegründeten C.O.M.-Deutschland vertreten.
Die 56 C.O.M.-Mitglieder verteilen sich auf folgende Erdteile (Stand Februar 2021):
| Kontinent     | Anzahl | Mitgliedsländer |
| ------------- | ------ | --- |
| Europa        | 31     | Albanien, Deutschland, Österreich, Belgien, Bosnien, Bulgarien, Cypern, Großbritannien, Kroatien, Dänemark, Spanien, Frankreich, Griechenland, Ungarn, Irland, Italien, Lettland, Luxemburg, Mazedonien, Malta, Montenegro, Niederlande, Polen, Portugal, Rumänien, Serbien, Slowakei, Slowenien, Schweiz, Tschechien, Ukraine |
| Asien         | 7      | Bangladesch, Iran, Israel, Republik Korea, Libanon, Palästina, Türkei |
| Afrika        | 4      | Ägypten, Algerien, Marokko, Tunesien |
| Nordamerika   | 2      | USA, Kanada |
| Mittelamerika | 5      | Costa Rica, Dominikanische Republik, Kuba, Mexiko, Puerto Rico |
| Südamerika    | 7      | Argentinien, Brasilien, Chile, Kolumbien, Peru, Uruguay, Venezuela |

## Die Teilorganisation O.M.J.
Um diese satzungsgemäßen Ziele verwirklichen zu können, war es notwendig geworden, Mitglieder, die durch ihre Bewertungen auf Vogelausstellungen und Leistungsschauen die Einhaltung der Rassestandards bzw. die Kriterien der Artenbeschreibungen dokumentieren, speziell zu schulen. Dazu hat die C.O.M. am 22. März 1964 die Teilorganisation Ordre Mondial des Juges de la C.O.M (O.M.J.) geschaffen.
Diese müssen eine Prüfung als Preisrichter bestehen und sind dann berechtigt, auch auf internationalen Bewertungs- und Leistungsschauen die Vögel zu beurteilen. Außerdem sind die O.M.J.-Preisrichter für die Festlegung der internationalen Standards und der Artenbeschreibungen zuständig.
Aufgrund der Vielfältigkeit der Vogelarten müssen sich O.M.J.-Preisrichter für bestimmte Vogelarten und Rassen- bzw. Artengruppen spezialisieren. Die Vogelarten werden deshalb in Sektionen eingeteilt:
| Sektionsname | Vogelarten                                               |
| ------------ | -------------------------------------------------------- |
| A            | Gesangskanarien Harzer Roller                            |
| B            | Gesangskanarien Wasserschläger                           |
| C            | Gesangskanarien Timbrado                                 |
| D            | Farbenkanarien                                           |
| E            | Positurkanarien                                          |
| F            | domestizierte und nichtdomestizierte exotische Vögel     |
| G            | domestizierte und nichtdomestizierte europäische Vögel   |
| H            | Hybriden                                                 |
| I            | Wellensittiche                                           |
| J,K,L,M,N    | andere domestizierte und nichtdomestizierte Psittacidae  |
| O, P         | domestizierte und nichtdomestizierte Tauben und Wachteln |

## Rassestandards und Nomenklatur
Die C.O.M./O.M.J. bezeichnet die Idealbeschreibung einer Art, einer Rasse oder eines Farbschlages als Rassestandard, speziell bei domestizierten Kanarienvögeln.
Auf Antrag eines C.O.M.-Mitgliedslandes können neue Rassen und/oder Farbschläge in die internationalen Standards überführt werden. Zuvor ist ein dreijähriges Anerkennungsverfahren zu durchlaufen. Dazu müssen mindestens 12 Vögel in drei aufeinanderfolgenden Weltschauen einer Expertengruppe vorgestellt werden. Die vorgestellten Vögel müssen Mindestpunktzahlen bei den Bewertungen erreichen. Außerdem ist vom Antragsteller eine lückenlose Dokumentation über die Entstehung der Rasse/Farbschlages, über deren Gesundheit, Vitalität, Fruchtbarkeit und Wesen einzureichen und vorzutragen.
Wenn das Anerkennungsverfahren erfolgreich beendet werden konnte, wird die neue Rasse/Farbschlag in den jeweiligen C.O.M./O.M.J.-Standard eingeordnet. Eine Ausnahme bilden die Rassen bzw. Farbschläge, die bei Gründung der C.O.M. 1956 bereits in den Mitgliedsländern vorhanden waren. Diese wurden in den ersten Standard übernommen.
Die C.O.M.-Mitgliedsländer überführen die C.O.M./O.M.J.-Standards in ihre nationalen Standards. Dazu wird die Beschreibung der Rasse- bzw. Farbenkriterien sinngemäß in die Landessprache übersetzt. Die Bewertungspunkte müssen unverändert übernommen werden. Damit entsprechen die nationalen Standards den jeweiligen C.O.M./O.M.J.-Standards.